# Eremobelba capitata
Eremobelba capitata är en kvalsterart som beskrevs av Berlese 1913. Eremobelba capitata ingår i släktet Eremobelba och familjen Eremobelbidae. Inga underarter finns listade i Catalogue of Life.